# 1959 год в телевидении
Список 1959 год в телевидении описывает события в мире телевидения, произошедшие в 1959 году.

## События

### Январь
- 5 апреля — газета «Правда» впервые в СССР начала публиковать программы ЦТ СССР.

### Декабрь
- 26 декабря — Начало вещания болгарского телеканала под названием «Болгарское телевидение» (болг. Българска Телевизия).

### Без точных дат
- Основана ГТРК «Татарстан».

## Родились
- 1 января — Евгений Машеров, ТВ-знаток (Своя игра) и научный сотрудник[1].
- 12 января — Андрей Каморин, ТВ-знаток (Что? Где? Когда?), обладатель звания Лучший капитан клуба и генеральный директор кинокомпании Форвард-фильм.
- 23 мая — Лариса Гузеева, ТВ-Ведущая (Я Мама, Давай поженимся) и актриса
- 24 октября —  Владимир Кара-Мурза, ТВ-ведущий, (Сегодня в полночь), (Сегодня в полночь на ТНТ) ТВ-журналист, Радиоведущий и Редактор (ум. в 2019).
- 29 июля — Борис Репетур, ТВ-ведущий (От винта!) и актёр.
- 18 октября — Сергей Доренко, ТВ-ведущий и ТВ-журналист, получивший название Телекиллер (трагически погиб в 2019 году).
- 25 октября — Владимир Арцыбашев, ТВ-знаток (Своя игра) и футбольный арбитр[2].
- 14 ноября — Дмитрий Дибров, ТВ-ведущий-шоумен (Взгляд, Весёлые ребята, Доброе утро, Антропология, Апология, Старый телевизор, О, счастливчик, Народ против, Я готов на всё! Жестокие игры, Кто хочет стать миллионером и другие), ТВ-журналист и музыкант.
- 30 ноября — Лариса Вербицкая, диктор ЦТ СССР и ТВ-ведущая (Доброе утро), З.А РФ (2004).